# Louis-Marie de La Révellière-Lépeaux
Louis-Marie de La Révellière-Lépeaux (Montaigu, 24 de agosto de 1753 – Paris, 27 de março de 1824) foi um advogado e político francês notório durante a Revolução Francesa.

## Revolução
Advogado e vindo de uma família de proprietários de terra, La Révellière-Lépeaux foi eleito representante do Terceiro Estado durante os Estados Gerais de 1789. Aliado aos jacobinos na Assembleia Nacional Constituinte, votou a favor da igualdade entre homens brancos e homens de cor livres. Após a queda da monarquia, foi eleito deputado para a Convenção Nacional em setembro de 1792, aproximando-se dos girondinos e tornando-se um forte opositor de Jean-Paul Marat. Durante o julgamento de Luís XVI, votou pela morte do rei.
Após as Jornadas de 31 de Maio e 2 de Junho de 1793 e a queda dos girondinos, La Révellière-Lépeaux renunciou a seu mandato, retornando à Convenção somente após a Reação Termidoriana e a queda de Maximilien de Robespierre, em 1794. Nesse período, foi eleito presidente da Convenção e foi um dos redatores da Constituição do Ano III (1795).

## Diretório

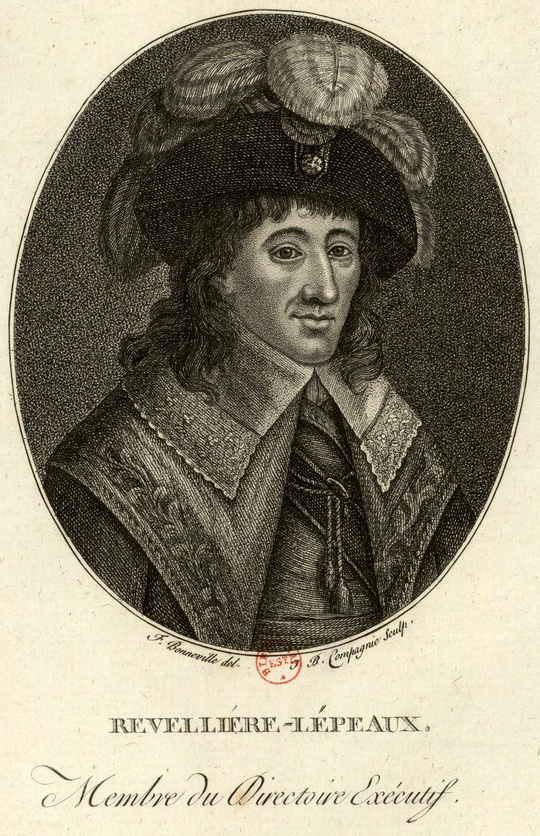
La Révellière-Lépeaux, membro do Diretório (1796).

Como membro do Conselho dos Quinhentos, foi eleito para o Diretório em novembro de 1795, sendo seu presidente em 1797. Durante seu mandato, ocupou-se principalmente de questões culturais e religiosas, como a criação do Institut de France e a difusão da Teofilantropia, culto cívico racionalista muito popular em Paris. Juntamente com Paul Barras, presidente do Diretório, organizou o Golpe de 18 de Frutidor do Ano V (4 de setembro de 1797), expulsando a maioria monarquista da legislatura da República. Anticlerical, foi em geral hostil à Igreja Católica e ao poder do Papa.
Em junho de 1799, foi forçado a renunciar sob pressão dos diretores Barras e Sieyès, durante o Golpe de 30 de Prairial do Ano VII, que reestruturou o Diretório e, em seguida, abriu caminho para Napoleão Bonaparte. Após esse evento, La Révellière-Lépeaux se afastou totalmente da política, vindo a falecer em 1824.

## Leituras adicionais
- CHARAVAY, Étienne. La Révellière-Lépeaux et ses mémoires. Nabu Press: Paris, 2012.
- FRELLER, Felipe. Madame De Staël, Benjamin Constant e a reavaliação do arbítrio após o golpe do 18 Frutidor. Universidade de São Paulo - USP: São Paulo, 2018.